# Ministrowie wojny (Wielka Brytania)
Minister wojny (ang. Secretary of State for War) – brytyjski urząd ministerialny istniejący w latach 1794–1801, utworzony ponownie w 1854 r., przejął część kompetencji dawnego Ministerstwa Wojny i Kolonii. Urząd przetrwał do 1964 r., kiedy to przemianowano go na Ministerstwo Obrony.

## Lista ministrów
| Minister                                     | Czas urzędowania                            |
| -------------------------------------------- | ------------------------------------------- |
| Henry Dundas                                 | 11 lipca 1794 – 17 marca 1801               |
| Henry Pelham-Clinton, 5. książę Newcastle    | 12 czerwca 1854 – 30 stycznia 1855          |
| Fox Maule-Ramsay, 2. baron Panmure           | 8 lutego 1855 – 21 lutego 1858              |
| Jonathan Peel                                | 26 lutego 1858 – 11 czerwca 1859            |
| Sidney Herbert                               | 18 czerwca 1859 – 22 lipca 1861             |
| George Cornewall Lewis                       | 23 lipca 1861 – 13 kwietnia 1863            |
| George Robinson, 3. hrabia de Grey           | 28 kwietnia 1863 – 16 lutego 1866           |
| Spencer Cavendish, markiz Hartington         | 16 lutego 1866 – 26 czerwca 1866            |
| Jonathan Peel                                | 6 lipca 1866 – 8 marca 1867                 |
| John Pakington                               | 8 marca 1867 – 1 grudnia 1868               |
| Edward Cardwell                              | 9 grudnia 1868 – 17 lutego 1874             |
| Gathorne Hardy                               | 21 lutego 1874 – 2 kwietnia 1878            |
| Frederick Stanley                            | 2 kwietnia 1878 – 21 kwietnia 1880          |
| Hugh Childers                                | 28 kwietnia 1880 – 16 grudnia 1882          |
| Spencer Cavendish, markiz Hartington         | 16 grudnia 1882 – 9 czerwca 1885            |
| William Henry Smith                          | 24 czerwca 1885 – 21 stycznia 1886          |
| Gathorne Hardy, 1. wicehrabia Cranbrook      | 21 stycznia 1886 – 6 lutego 1886            |
| Henry Campbell-Bannerman                     | 6 lutego 1886 – 20 lipca 1886               |
| William Henry Smith                          | 3 sierpnia 1886 – 14 stycznia 1887          |
| Edward Stanhope                              | 14 stycznia 1887 – 11 sierpnia 1892         |
| Henry Campbell-Bannerman                     | 18 sierpnia 1892 – 21 czerwca 1895          |
| Henry Petty-Fitzmaurice, 5. markiz Lansdowne | 4 lipca 1895 – 12 listopada 1900            |
| St John Brodrick                             | 12 listopada 1900 – 6 października 1903     |
| Hugh Arnold-Forster                          | 6 października 1903 – 4 grudnia 1905        |
| Richard Haldane, 1. wicehrabia Haldane       | 10 grudnia 1905 – 12 czerwca 1912           |
| John Seely                                   | 12 czerwca 1912 – 30 marca 1914             |
| Herbert Henry Asquith                        | 30 marca 1914 – 5 sierpnia 1914             |
| Horatio Kitchener                            | 5 sierpnia 1914 – 5 lipca 1916              |
| David Lloyd George                           | 6 lipca 1916 – 5 grudnia 1916               |
| Edward Stanley, 17. hrabia Derby             | 10 grudnia 1916 – 18 kwietnia 1918          |
| Alfred Milner, 1. wicehrabia Milner          | 18 kwietnia 1918 – 10 stycznia 1919         |
| Winston Churchill                            | 10 stycznia 1919 – 13 lutego 1921           |
| Laming Worthington-Evans                     | 13 lutego 1921 – 19 października 1922       |
| Edward Stanley, 17. hrabia Derby             | 24 października 1922 – 22 stycznia 1924     |
| Stephen Walsh                                | 22 stycznia 1924 – 3 listopada 1924         |
| Laming Worthington-Evans                     | 6 listopada 1924 – 4 czerwca 1929           |
| Thomas Shaw                                  | 7 czerwca 1929 – 24 sierpnia 1931           |
| Robert Crewe-Milnes, 1. markiz Crewe         | 25 sierpnia 1931 – 5 listopada 1931         |
| Douglas Hogg, 1. wicehrabia Hailsham         | 5 listopada 1931 – 7 czerwca 1935           |
| Edward Wood, 3. wicehrabia Halifaksu         | 7 czerwca 1935 – 22 listopada 1935          |
| Duff Cooper                                  | 22 listopada 1935 – 28 maja 1937            |
| Leslie Hore-Belisha                          | 28 maja 1937 – 5 stycznia 1940              |
| Oliver Stanley                               | 5 stycznia 1940 – 11 maja 1940              |
| Anthony Eden                                 | 11 maja 1940 – 22 grudnia 1940              |
| David Margesson                              | 22 grudnia 1940 – 22 lutego 1942            |
| P.J. Grigg                                   | 22 lutego 1942 – 26 lipca 1945              |
| Jack Lawson                                  | 3 sierpnia 1945 – 4 października 1946       |
| Frederick Bellenger                          | 4 października 1946 – 7 października 1947   |
| Manny Shinwell                               | 7 października 1947 – 28 lutego 1950        |
| John Strachey                                | 28 lutego 1950 – 26 października 1951       |
| Antony Head                                  | 31 października 1951 – 18 października 1956 |
| John Hare                                    | 18 października 1956 – 6 stycznia 1958      |
| Christopher Soames                           | 6 stycznia 1958 – 27 lipca 1960             |
| John Profumo                                 | 27 lipca 1960 – 5 czerwca 1963              |
| Joseph Godber                                | 27 czerwca 1963 – 21 października 1963      |
| James Ramsden                                | 21 października 1963 – 1 kwietnia 1964      |